# City of Canberra (samolot)

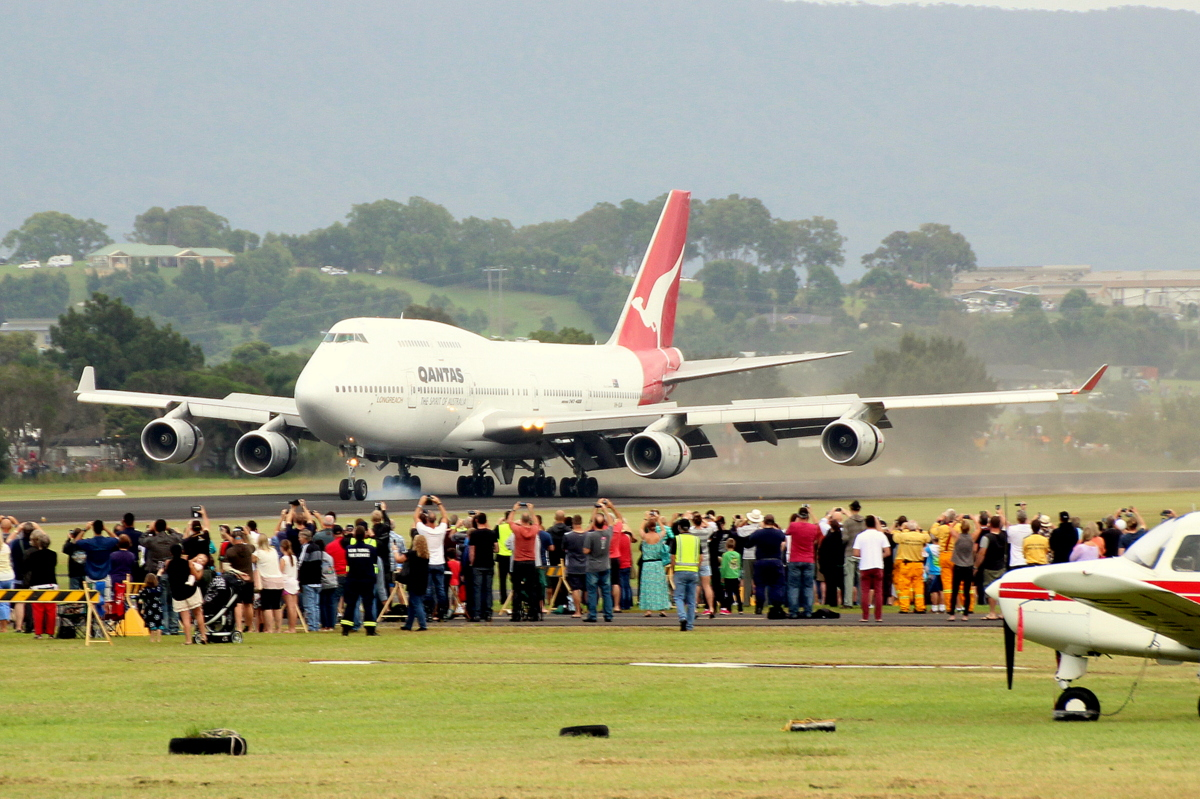
City of Canberra w czasie ostatniego lądowania na Illawarra Regional Airport, 8 marca 2005 roku

City of Canberra  – samolot typu Boeing 747 należący do linii lotniczej Qantas. Wykonał on na najdłuższy lot pasażerski bez międzylądowania, pokonując dystans pomiędzy Londynem a Sydney.

## Rekordowy lot
Lot wykonał samolot Boeing 747 – 483s o numerze bocznym VH-OJA. Przed lotem samolot nie był istotnie modyfikowany np. poprzez instalację dodatkowych zbiorników paliwa; jednakże usunięto pewne elementy z kuchni i przedziału towarowego, aby zmniejszyć wagę samolotu. W samolocie podróżowało 18 osób wliczając w to załogę.
Przelot pomiędzy Londynem a Sydney trwał 20 godzin i 9 minut. Samolot pokonał w tym czasie 18001 kilometrów (9720 mil). Lot był dłuższy o 6 minut od najszybszego nieprzerwanego przelotu, który został wykonany przez wojskowy samolot Avro Vulcan w 1961 roku, także pomiędzy Wielką Brytanią a Australią. Jednak w przeciwieństwie do samolotu Qantas, wojskowy Avro Vulcan był tankowany w trakcie lotu.

## Stan obecny
Samolot pozostawał w służbie do stycznia 2015 roku, wtedy także odbył swój ostatni komercyjny lot na trasie z Johannesburga do Sydney.
Od 8 marca 2015 roku znajduje się w Illawarra Regional Airport 18 kilometrów od Wollongong, gdzie wystawiony jest na widok publiczny.